# 双黄蛋

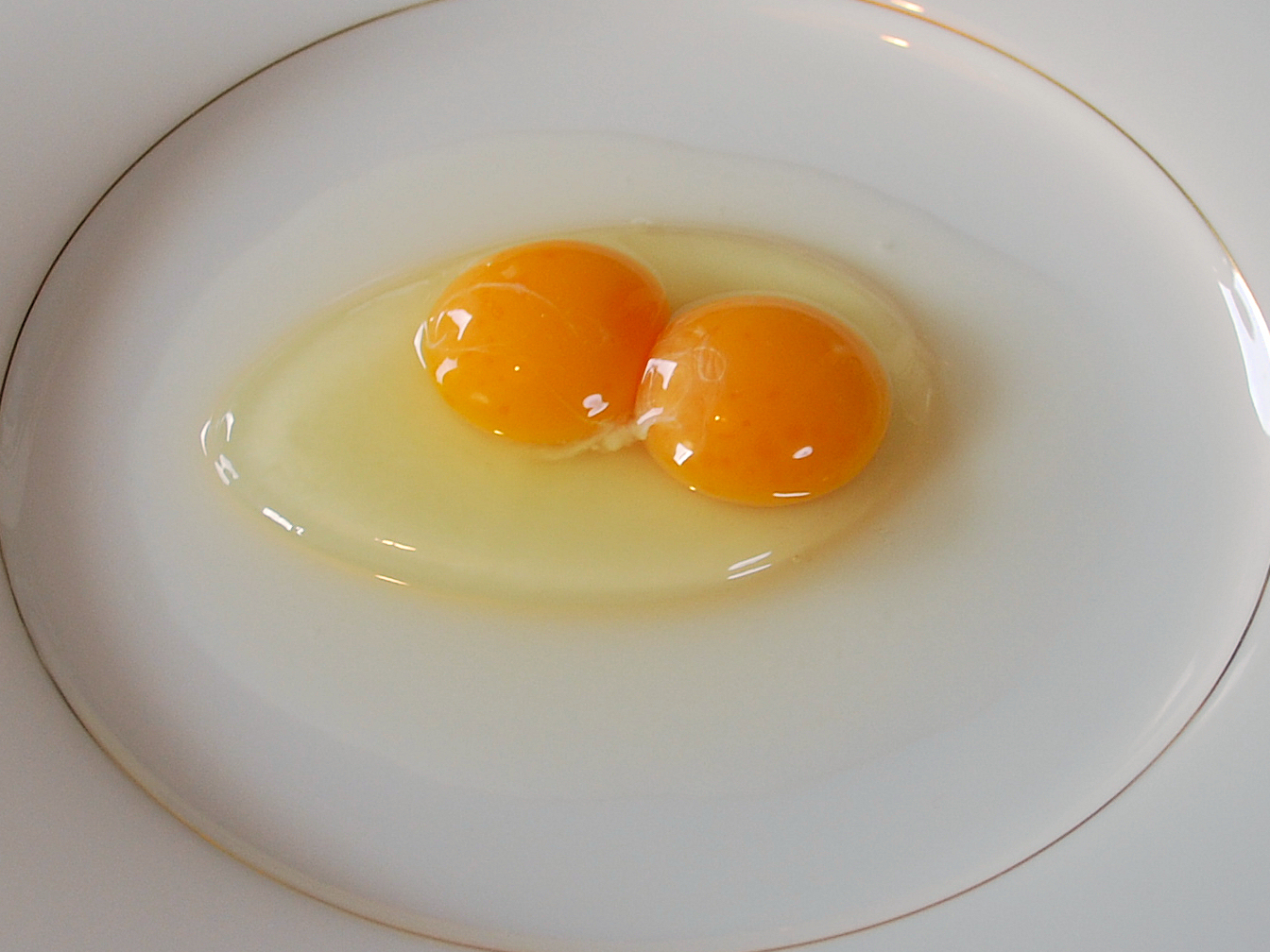
一枚已经打开的双黄蛋。

双黄蛋是指一个蛋壳中含有两个卵黄的蛋，属于畸形蛋的一种。

## 产生原因
鸡、鸭等动物产出双黄蛋的原因，一般认为可能有三种：
- 生理原因：青年母鸡内分泌旺盛，促卵泡素和排卵诱导素过量分泌，进而产生双黄蛋；
- 遗传原因：部分品种的家禽（如高邮麻鸭）产出双黄蛋的概率较高；
- 病理原因：养殖家禽时，因管理不当导致家禽受惊狂奔乱飞，造成卵泡缝痕被压破、两个或多个卵黄移出。

自然产出蛋类中，双黄蛋产出率极低，即使是以产蛋双黄率高而闻名的高邮麻鸭，其概率也只有1-2%。鉴于上述双黄蛋产蛋机理，已经有相关研究人员提出提高家禽产蛋双黄率的方法，并取得了一定成果。

## 营养价值
相比于一般的单黄蛋，双黄蛋的体积较大，且长径较长。由于多出一个蛋黄，且单个蛋黄大小与一般的蛋类似，故单个双黄蛋的营养价值也要比普通蛋高一些。

## 相关文化
在中国和日本，双黄蛋被视为美好的象征。中国民间将双黄蛋视为可给人们带来吉利祥和的食品，如发现双黄蛋，大多会让独生子女或老人享用。日本民俗也将双黄蛋视为夫妻“百年好合”的象征，将其作为新婚或结婚纪念日的喜庆赠品。
“双黄蛋”一词有时也用于形容某个奖项被颁发给两个人。